# Richard Ernst (Oberamtmann)
Karl Richard Ernst (* 6. März 1872 in Ulm; † 17. Januar 1958 ebenda) war ein württembergischer Oberamtmann.

## Leben
Ernst, Sohn eines Münsterpfarrers und evangelischer Konfession, studierte von 1891 bis 1896 Regiminalwissenschaft in Tübingen und Berlin. Seit 1891 war er Mitglied der Studentenverbindung AV Virtembergia Tübingen. Er legte 1896 die erste und 1897 die zweite höhere Dienstprüfung ab. 
Er trat danach in die württembergische Innenverwaltung ein. Er leitete als Oberamtmann von 1920 bis 1925 das Oberamt Wangen. Von 1925 bis 1926 war er Regierungsrat bei der Ministerialabteilung für Bezirks- und Körperschaftsverwaltung. Danach war er von 1926 bis 1937 bei der Gebäudebrandversicherungsanstalt Stuttgart Oberregierungsrat und seit 1932 ordentliches Mitglied beim Verwaltungsrat. 1937 trat er in den Ruhestand.

## Ehrungen
- 1917 Wilhelmskreuz